# Liste der denkmalgeschützten Objekte in Seewalchen am Attersee
Die Liste der denkmalgeschützten Objekte in Seewalchen am Attersee enthält die 20 denkmalgeschützten, unbeweglichen Objekte der oberösterreichischen Marktgemeinde Seewalchen am Attersee.

## Denkmäler
| Foto |                 | Denkmal                                                                                    | Standort                                               | Beschreibung | Metadaten |
| ---- | --------------- | ------------------------------------------------------------------------------------------ | ------------------------------------------------------ | --- | --- |
| ja   | Datei hochladen | Pfahlbaustation Litzlberg-Süd HERIS-ID: 111798 Objekt-ID: 129808seit 2012                  | im Attersee Standort KG: Litzlberg                     | Die Pfahlbaustation Litzlberg-Süd ist eine von insgesamt 111 Pfahlbaustationen im Alpenraum, die 2011 zum UNESCO-Welterbe Prähistorische Pfahlbauten um die Alpen ernannt wurden. Die Station war von ungefähr 4000 bis 3000 Jahren vor unserer Zeitrechnung besiedelt. Anmerkung: Standort näherungsweise angegeben                                                                               | BDA-Hist.: Q37826791 Status: Bescheid Stand der BDA-Liste: 2025-06-30 Name: Pfahlbaustation Litzlberg-Süd GstNr.: 2717/1                                                                                        |
| ja   | Datei hochladen | Kath. Filialkirche hl. Stefan und ehem. Friedhofsfläche HERIS-ID: 100786 Objekt-ID: 117060 | bei Buchberg 2 Standort KG: Litzlberg                  | Die Kirche stammt aus dem 16. Jahrhundert. Die heutige barocke Form entstand 1716. Das Gotteshaus ist einschiffig mit Wandpilaster und Kreuzgewölbe. 1893 erhielt der neu geschaffene Altar eine Statue des heiligen Stephan. 1998 wurde die Kirche renoviert. | BDA-Hist.: Q37785712 Status: § 2a Stand der BDA-Liste: 2025-06-30 Name: Kath. Filialkirche hl. Stefan und ehem. Friedhofsfläche GstNr.: .27, 75/4, 75/5 Saint Stephen Church (Buchberg, Seewalchen am Attersee) |
| ja   | Datei hochladen | Inselschloss Litzlberg HERIS-ID: 38260 Objekt-ID: 37776                                    | Insel Litzlberg 1 Standort KG: Litzlberg               | Ein Schloss auf einer Insel im Attersee, errichtet im Stil des Historismus aus der Zeit um 1900. | BDA-Hist.: Q2242229 Status: Bescheid Stand der BDA-Liste: 2025-06-30 Name: Inselschloss Litzlberg GstNr.: .173 Schloss Litzlberg                                                                                |
| ja   | Datei hochladen | Kath. Filialkirche hl. Michael und ehem. Friedhofsfläche HERIS-ID: 52207 Objekt-ID: 58681  | östlich Kemating 37 Standort KG: Litzlberg             | Die Kirche wurde 1137 der Pfarrkirche Seewalchen unterstellt. Die heutige spätgotische Kirche stammt vermutlich aus dem 15. Jahrhundert. Der neugotische Altar ist von 1903 und ersetzte die ehemals barocke Einrichtung. In den Jahren 1983, 2009 und 2013 wurde die Kirche umfangreich renoviert.                                                                                                | BDA-Hist.: Q38049869 Status: § 2a Stand der BDA-Liste: 2025-06-30 Name: Kath. Filialkirche hl. Michael und ehem. Friedhofsfläche GstNr.: .152, 2888                                                             |
| ja   | Datei hochladen | Villa Curzon mit Nebengebäuden und Bootshaus HERIS-ID: 38266 Objekt-ID: 37782              | Litzlberger Straße 31, 33 Standort KG: Litzlberg       | Die Villa in englischer Landhaustradition mit einem italienisch beeinflussten Park wurde in den Jahren 1927/28 errichtet. | BDA-Hist.: Q64486086 Status: Bescheid Stand der BDA-Liste: 2025-06-30 Name: Villa Curzon mit Nebengebäuden und Bootshaus GstNr.: .197, 1045/1, 1045/3, 1046/1, 1047/1, 1047/3, 1048/1, 1048/3 Villa Curzon      |
| ja   | Datei hochladen | Villa Eichmann HERIS-ID: 38265 Objekt-ID: 37781                                            | Litzlberger Straße 37 Standort KG: Litzlberg           | Die Villa Eichmann wurde 1927–1931 nach Plänen von Clemens Holzmeister erbaut. | BDA-Hist.: Q37980268 Status: Bescheid Stand der BDA-Liste: 2025-06-30 Name: Villa Eichmann GstNr.: .195 |
| ja   | Datei hochladen | Bootshaus HERIS-ID: 100748 Objekt-ID: 117021                                               | Litzlberger Straße 100 Standort KG: Litzlberg          | Zugang ab SO-Ecke Grundstück Villa Eichmann, vom Segel- und Surfclub Seewalchen adaptiert genutzt | BDA-Hist.: Q37785564 Status: § 2a Stand der BDA-Liste: 2025-06-30 Name: Bootshaus GstNr.: 1038/1 |
| ja   | Datei hochladen | Feuchtbodensiedlung Gerlhamer Moor HERIS-ID: 45930 Objekt-ID: 47468                        | Flur Neißinger Feld Standort KG: Litzlberg             | | BDA-Hist.: Q38018209 Status: Bescheid Stand der BDA-Liste: 2025-06-30 Name: Feuchtbodensiedlung Gerlhamer Moor GstNr.: 1206/1,1206/2 Gerlhamer Moor, Seewalchen am Attersee                                     |
| ja   | Datei hochladen | Sog. Klimt-Kapelle HERIS-ID: 102576 Objekt-ID: 119020                                      | bei Seehofstraße 3 Standort KG: Litzlberg              | Auch: Seehof-Kapelle, 1989 renoviert, von Pappel flankiert. Die von Klimt 1900 und 1902 gemalte Pappel fiel in einem Unwetter 1928 und wurde ersetzt. | BDA-Hist.: Q37790934 Status: § 2a Stand der BDA-Liste: 2025-06-30 Name: Sog. Klimt-Kapelle GstNr.: 1036/2 |
| ja   | Datei hochladen | Ortskapelle, Litzlberg-Kapelle HERIS-ID: 102580 Objekt-ID: 119024                          | bei Seehofstraße 14 Standort KG: Litzlberg             | Die Kapelle wurde vor 1824 errichtet und gehörte ursprünglich zur Brauerei Litzlberg. Sie bietet Platz für circa 25 Personen und wird heute von der Dorfgemeinschaft Litzlberg betreut. | BDA-Hist.: Q37790983 Status: § 2a Stand der BDA-Liste: 2025-06-30 Name: Ortskapelle, Litzlberg-Kapelle GstNr.: .83                                                                                              |
| ja   | Datei hochladen | Landhaus Gamerith oder Villa Plischke HERIS-ID: 46483 Objekt-ID: 48545                     | Unterbuchberg 21 Standort KG: Litzlberg                | Das Haus am Attersee wurde 1933/1934 von Ernst Plischke geplant. Seine Bedeutung liegt in der für das Salzkammergut der Zwischenkriegszeit einzigartige Integration der Landschaft in Kombination mit der Ausrichtung der funktionalistischen Moderne. Mit dem Arbeitsamt in Wien-Liesing brachte es ihm 1935 den großen Staatspreis ein.                                                          | BDA-Hist.: Q38021951 Status: Bescheid Stand der BDA-Liste: 2025-06-30 Name: Landhaus Gamerith oder Villa Plischke GstNr.: .217                                                                                  |
| ja   | Datei hochladen | Pfahlbaustation Seewalchen I-II und Kammer I HERIS-ID: 112039 Objekt-ID: 130090seit 2013   | im Attersee Standort siehe Beschreibung KG: Seewalchen | Die drei Pfahlbaustationen aus dem Neolithikum sind beidseits des Ausflusses der Ager aus dem Attersee in den Gemeinden Seewalchen und Schörfling am Attersee gelegen. - Seewalchen I (Lage) - Seewalchen II (Lage, beide am Nordufer des Sees in der Gemeinde Seewalchen) - Kammer I (Lage, Grundstücksnummer 1782/1 in der KG Kammer in der Gemeinde Schörfling am Attersee am Ostufer des Sees) | BDA-Hist.: Q37828231 Status: Bescheid Stand der BDA-Liste: 2025-06-30 Name: Pfahlbaustation Seewalchen I-II und Kammer I GstNr.: 3102/1                                                                         |
| ja   | Datei hochladen | Villa Daheim HERIS-ID: 36037 Objekt-ID: 34889                                              | Atterseestraße 53-55 Standort KG: Seewalchen           | Die Villa wurde für den Wiener Sänger und Antiquitätenhändler Carl Friedrich Heinrich Schmidt 1874 erbaut und ist damit einer der ersten Villenbauten am Attersee. | BDA-Hist.: Q64486084 Status: Bescheid Stand der BDA-Liste: 2025-06-30 Name: Villa Daheim GstNr.: .68/5, .68/6, 1966/1                                                                                           |
| ja   | Datei hochladen | Pfarrhof HERIS-ID: 100797 Objekt-ID: 117071                                                | Hauptstraße 6 Standort KG: Seewalchen                  | | BDA-Hist.: Q37785738 Status: § 2a Stand der BDA-Liste: 2025-06-30 Name: Pfarrhof GstNr.: .92 |
| ja   | Datei hochladen | Ortskapelle, sog. Six’n-Kapelle HERIS-ID: 102575 Objekt-ID: 119019                         | neben Kapellenweg 1 Standort KG: Seewalchen            | | BDA-Hist.: Q37790916 Status: § 2a Stand der BDA-Liste: 2025-06-30 Name: Ortskapelle, sog. Six’n-Kapelle GstNr.: .102/2                                                                                          |
| ja   | Datei hochladen | Ehem. Amtshof HERIS-ID: 38528 Objekt-ID: 38110                                             | Kapellenweg 4 Standort KG: Seewalchen                  | | BDA-Hist.: Q37981758 Status: Bescheid Stand der BDA-Liste: 2025-06-30 Name: Ehem. Amtshof GstNr.: .105/1 |
| ja   | Datei hochladen | Kath. Pfarrkirche hl. Jakobus d. Ä. und Friedhof HERIS-ID: 52557 Objekt-ID: 59695          | Kirchenplatz 4 Standort KG: Seewalchen                 | Ein im spätgotischen Stil erbauter und im neugotischen Stil restaurierter Sakralbau. | BDA-Hist.: Q1494571 Status: § 2a Stand der BDA-Liste: 2025-06-30 Name: Kath. Pfarrkirche hl. Jakobus d. Ä. und Friedhof GstNr.: .67, 1979 Pfarrkirche Seewalchen am Attersee                                    |
| ja   | Datei hochladen | Ehem. Schul- und Mesnerhaus HERIS-ID: 107486 Objekt-ID: 124826                             | Kirchenplatz 2 Standort KG: Seewalchen                 | | BDA-Hist.: Q37810231 Status: Bescheid Stand der BDA-Liste: 2025-06-30 Name: Ehem. Schul- und Mesnerhaus GstNr.: .73                                                                                             |
| ja   | Datei hochladen | Evang. Pfarrkirche A.B., Gnadenkirche HERIS-ID: 101654 Objekt-ID: 117994                   | Pf.-M.-Schuster-Platz 2 Standort KG: Seewalchen        | → Hauptartikel : Gnadenkirche (Rosenau) f1 | BDA-Hist.: Q16062178 Status: § 2a Stand der BDA-Liste: 2025-06-30 Name: Evang. Pfarrkirche A.B., Gnadenkirche GstNr.: .741 Gnadenkirche, Seewalchen                                                             |
| ja   | Datei hochladen | Villa Paulick HERIS-ID: 38529 Objekt-ID: 38111                                             | Promenade 12 Standort KG: Seewalchen                   | Eine in den Jahren 1867 bis 1877 von k. & k. Hoftischlermeister Friedrich Paulick errichtete Villa. Die prächtige vergoldete Kassettendecke stammt aus dem Hofpavillon der Wiener Weltausstellung 1873. | BDA-Hist.: Q64486088 Status: Bescheid Stand der BDA-Liste: 2025-06-30 Name: Villa Paulick GstNr.: .192 Villa Paulick Seewalchen                                                                                 |